# رافی توکاتلیان
رافی بوغوسی توکاتلیان (ارمنی: Րաֆֆի Պողոսի Թոքաթլյան؛ زادهٔ ۱۹۵۷) مجسمه‌ساز اهل ارمنستان است.

## زندگی‌نامه
وی در ۱۹۵۷ در بیروت، لبنان به دنیا آمد. پدرش آبراهام توکاتلیان (ارمنی: Աբրահամ Թոքաթլյան) از نجات‌یافتگان نسل‌کشی ارمنی‌ها در سال ۱۹۱۵ بود.  وی برنده جوایزی همچون مدال موسس خورناتسی (۲۰۱۶) و مدال طلای وزارت فرهنگ جمهوری ارمنستان است.

## آثار
- Հուշարձան՝ նվիրված Այնթուրայի որբանոցում մահացած հայ երեխաներին (Լիբանան)
- «Հրաբխային զանգվածներ 2» , Երևանի ժամանակակից արվեստի թանգարան
- «Խաչը»
- «Մարդկութեան հոգեկանութիւնը»
- «Երազ»